# Automeris io
La mariposa io (Automeris io) es un lepidóptero nocturno perteneciente a la familia de los satúrnidos. Esta especie es miembro de las llamadas polillas ojos de venado.

## Descripción
Posee colores muy llamativos pero que varían según la región. Tiene una longitud aproximada de 5,5 a 7,5 centímetros. Presenta dimorfismo sexual. El macho tiene las alas anteriores, cuerpo y patas amarillas brillantes y la hembra tiene las alas anteriores, cuerpo y patas de color marrón. La hembra es más grande que el macho y tiene el abdomen más abultado. Las antenas del macho son mucho más grandes y plumosas. Ambos sexos tienen ocelos azulados con blanco en el centro en cada ala posterior. Este es un mecanismo de defensa que asusta a los posibles depredadores.

## Biología
Los adultos vuelan solo de noche. Carecen de piezas bucales, no se alimentan y viven solo unos pocos días. Las hembras emiten feromonas que atraen a los machos a largas distancias.

## Plantas hospederas
- Prunus pensylvanica
- Salix
- Abies balsamea
- Acer rubrum
- Amorpha fruticosa
- Baptisia tinctoria
- Carpinus caroliniana
- Celtis laevigata
- Cephalanthus occidentalis
- Cercis canadensis
- Chamaecrista fasciculata
- Comptonia peregrina
- Cornus florida
- Corylus avellana
- Fagus
- Fraxinus
- Liquidambar styraciflua
- Quercus